# Îles Pakri
Les îles Pakri (estonien : Pakri saared, suédois : Rågöarna) sont un petit archipel d'Estonie situé dans le golfe de Finlande. Il est composé de deux îles principales, Grande Pakri et Petite Pakri, et de trois îlots. Elles font partie de la commune de Paldiski. Elles sont habitées pendant des siècles par une population de langue suédoise qui est expulsée par les Soviétiques pendant la Seconde Guerre mondiale.

## Géographie
Ces îles se trouvent à petite distance de la côte estonienne. Petite Pakri n'est qu'à trois kilomètres à l'ouest du port de Paldiski situé sur le continent, séparé par un bras de mer dépassant les vingt mètres de profondeur. En direction du sud, les îles sont également distantes de trois kilomètres du continent.
Petite Pakri, l'île la plus à l'est, a une superficie de 12,9 km2 tandis que Grande Pakri a une superficie de 11,6 km2. Ces dimensions en font les huitième et neuvième plus grandes îles d'Estonie. Le point culminant se trouve sur Petite Pakri avec dix-sept mètres d'altitude.

## Histoire

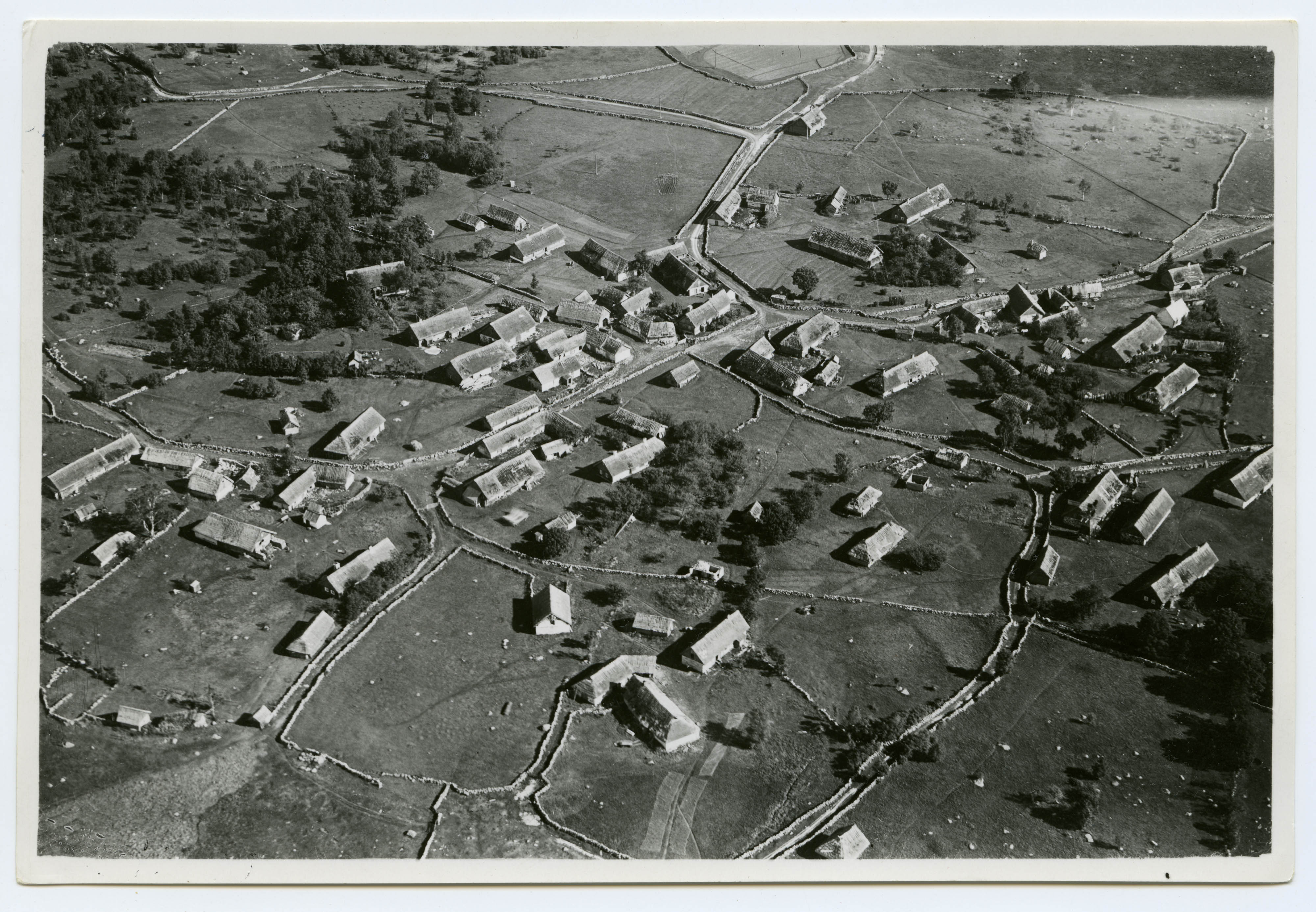
Le village de Storbyn sur Petite Pakri dans les années 1930.

### Climat
| Mois                                  | jan.       | fév.       | mars       | avril      | mai       | juin      | jui.      | août      | sep.      | oct.      | nov.       | déc.       | année      |
| ------------------------------------- | ---------- | ---------- | ---------- | ---------- | --------- | --------- | --------- | --------- | --------- | --------- | ---------- | ---------- | ---------- |
| Température minimale moyenne (°C)     | −4,1       | −5         | −2,5       | 1,5        | 6         | 10,8      | 14,4      | 13,9      | 10,1      | 5,2       | 1          | −2         | 4,1        |
| Température moyenne (°C)              | −2,1       | −2,9       | −0,2       | 4,3        | 9,3       | 13,9      | 17,5      | 17,1      | 12,9      | 7,5       | 2,9        | 0          | 6,7        |
| Température maximale moyenne (°C)     | −0,1       | −0,7       | 2,4        | 7,8        | 13,2      | 17,5      | 21        | 20,4      | 15,8      | 9,8       | 4,7        | 1,9        | 9,5        |
| Record de froid (°C) date du record   | −30,1 1942 | −29,7 1940 | −23,2 1942 | −13,7 1942 | −4,5 1916 | −3,5 1916 | 2,5 1916  | −1,2 1916 | −4,5 1916 | −8,4 2002 | −17,8 1915 | −27,7 1978 | −30,1 1942 |
| Record de chaleur (°C) date du record | 8,8 2007   | 8,8 1989   | 14,4 1973  | 24,2 1998  | 31,1 2014 | 31,7 2021 | 33,5 1997 | 31,6 1936 | 28,2 1968 | 20,5 1981 | 13,9 1967  | 10,5 2015  | 33,5 1997  |
| Précipitations (mm)                   | 44         | 30         | 31         | 32         | 28        | 52        | 55        | 65        | 59        | 65        | 56         | 52         | 567        |
| Nombre de jours avec précipitations   | 12         | 7          | 8          | 8          | 6         | 8         | 8         | 10        | 11        | 11        | 12         | 13         | 114        |
| Humidité relative (%)                 | 86         | 86         | 80         | 77         | 76        | 80        | 80        | 79        | 81        | 82        | 86         | 86         | 82         |

| Diagramme climatique                                  |          |           |          |         |            |          |            |            |          |        |         |
| J                                                     | F        | M         | A        | M       | J          | J        | A          | S          | O        | N      | D       |
| −0,1−4,144                                            | −0,7−530 | 2,4−2,531 | 7,81,532 | 13,2628 | 17,510,852 | 2114,455 | 20,413,965 | 15,810,159 | 9,85,265 | 4,7156 | 1,9−252 |
| Moyennes : • Temp. maxi et mini °C • Précipitation mm |          |           |          |         |            |          |            |            |          |        |         |